# Toronto Raptors 2001-2002
La stagione 2001-02 dei Toronto Raptors fu la 7ª nella NBA per la franchigia.
I Toronto Raptors arrivarono terzi nella Central Division della Eastern Conference con un record di 42-40. Nei play-off persero al primo turno con i Detroit Pistons (3-2).

## Roster
| N° | Naz.                   | Ruolo | Sportivo         | Anno | Alt. | Peso |
| -- | ---------------------- | ----- | ---------------- | ---- | ---- | ---- |
| 00 | Stati Uniti (bandiera) | C     | Eric Montross    | 1971 | 213  | 122  |
| 1  | Stati Uniti (bandiera) | G     | Chris Childs     | 1967 | 191  | 88   |
| 4  | Stati Uniti (bandiera) | C     | Michael Stewart  | 1975 | 208  | 104  |
| 5  | Stati Uniti (bandiera) | A     | Michael Bradley  | 1979 | 208  | 109  |
| 7  | Stati Uniti (bandiera) | A     | Keon Clark       | 1975 | 211  | 100  |
| 8  | Stati Uniti (bandiera) | G     | Jermaine Jackson | 1976 | 193  | 93   |
| 13 | Stati Uniti (bandiera) | A     | Jerome Williams  | 1973 | 206  | 93   |
| 15 | Stati Uniti (bandiera) | GA    | Vince Carter     | 1977 | 201  | 98   |
| 20 | Stati Uniti (bandiera) | G     | Alvin Williams   | 1974 | 196  | 84   |
| 21 | Porto Rico (bandiera)  | G     | Carlos Arroyo    | 1979 | 188  | 92   |
| 24 | Stati Uniti (bandiera) | A     | Morris Peterson  | 1977 | 201  | 99   |
| 30 | Stati Uniti (bandiera) | G     | Dell Curry       | 1964 | 193  | 86   |
| 32 | Senegal (bandiera)     | C     | Mamadou N'Diaye  | 1975 | 213  | 116  |
| 33 | Stati Uniti (bandiera) | AC    | Antonio Davis    | 1968 | 206  | 98   |
| 34 | Stati Uniti (bandiera) | C     | Hakeem Olajuwon  | 1963 | 213  | 116  |
| 35 | Stati Uniti (bandiera) | A     | Tracy Murray     | 1971 | 201  | 102  |
| 44 | Stati Uniti (bandiera) | G     | Derrick Dial     | 1975 | 193  | 83   |

## Staff tecnico
- Allenatore: Lenny Wilkens
- Vice-allenatori: Stan Albeck, Jim Brewer, Craig Neal